# アカネ (声優)
アカネは、日本の女性声優。主にアダルトゲームに声をあてている。

## 出演
太字はメインキャラクター。

### アダルトゲーム
- 妹でいこう!（2002年、吉住星夏）
- ももいろパラダイス 住み込みバイト 恋愛付（2003年、北川香澄）
- D～その景色の向こう側～ リニューアル版（2004年、アン・ノイラート）

### アダルトアニメ
- 最終痴漢電車（2002年 - 2003年、川原絵美、柏木あいり）
- IZUMO（2003年 - 2004年、倉島渚）